# Eisenacher Motorenwerk
Eisenacher Motorenwerk (EMW) est un constructeur automobile basé à Eisenach, implanté dans l'ancienne usine BMW nationalisée en 1945, car située dans la zone d'occupation soviétique. De 1945 à 1952, l'usine fabrique des automobiles et motocyclettes sous la marque BMW mais une décision judiciaire impose un changement de nom et de logo. Devenue EMW en 1952, elle est rebaptisée AWE en 1954 et abandonne peu après la fabrication de modèles dérivés des BMW d'avant-guerre.

## Résultats en championnat du monde de Formule 1

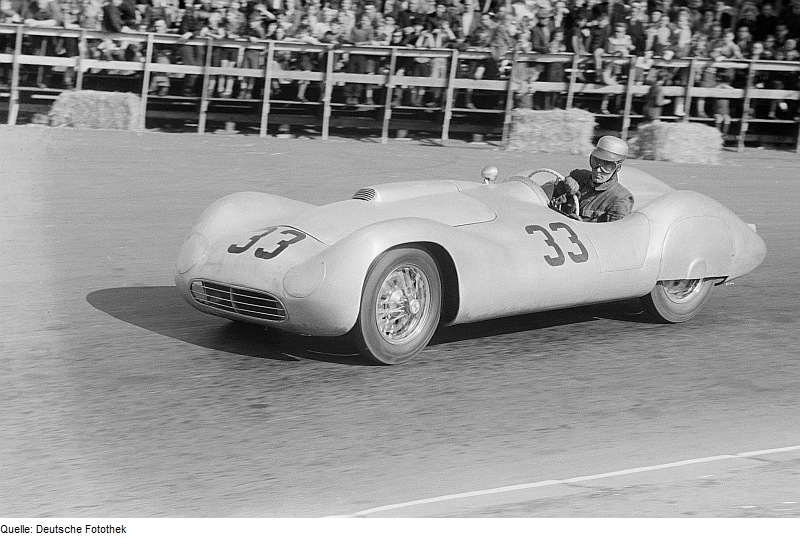
EMW R1/53 Sport en 1954

| Saison | Écurie            | Châssis | Moteur          | Pneus  | Pilotes     | Grand Prix disputé | Points inscrits | Classement |
| ------ | ----------------- | ------- | --------------- | ------ | ----------- | ------------------ | --------------- | ---------- |
| 1953   | EMW Rennkollectiv | EMW R2  | EMW6 6 en ligne | Dunlop | Edgar Barth | 1                  | -               | -          |

| Saison | Écurie            | Châssis | Moteur          | Pneumatiques | Pilotes     | Courses | Courses | Courses | Courses | Courses | Courses | Courses | Courses | Courses | Points inscrits | Classement |
| Saison | Écurie            | Châssis | Moteur          | Pneumatiques | Pilotes     | 1       | 2       | 3       | 4       | 5       | 6       | 7       | 8       | 9       | Points inscrits | Classement |
| ------ | ----------------- | ------- | --------------- | ------------ | ----------- | ------- | ------- | ------- | ------- | ------- | ------- | ------- | ------- | ------- | --------------- | ---------- |
| 1953   | EMW Rennkollectiv | EMW R2  | EMW6 6 en ligne | Dunlop       |             | ARG     | 500     | P-B     | BEL     | FRA     | GBR     | ALL     | SUI     | ITA     | -               | -          |
| 1953   | EMW Rennkollectiv | EMW R2  | EMW6 6 en ligne | Dunlop       | Edgar Barth |         |         |         |         |         |         | Abd     |         |         | -               | -          |